# おとなの学びシリーズ
おとなの学びシリーズ（おとなのまなびシリーズ）は、2025年度よりNHK出版から発行される趣味・教養番組シリーズのテキストの共通名称である。

## 概要
2024年度から2025年度にかけて、それまでのNHK Eテレの趣味番組であった『趣味どきっ!』を段階的に解体し、曜日別かつジャンル別のシリーズとして再スタートを図ることになった。これらの趣味番組シリーズの番組テキストについて、『おとなの学びシリーズ』の共通名称が使用されることになった。
NHK Eテレの趣味番組について、番組を曜日別に編成したうえでテキストのみ共通名称を付与したのは、2010・2011年度の『趣味工房シリーズ』以来である。

## 対象番組
- 月曜日：『明日から使える』シリーズ[1]（タイトルロゴは桃色の円）
- 火曜日：『心おどる』シリーズ[2]（タイトルロゴは黄緑色の六角形）
- 水曜日：『3か月でマスターする』シリーズ[3]（タイトルロゴは黄色の正方形）

いずれも初回放送は21:30 - 22:00、再放送は翌週の12:15 - 12:45。ただし、『明日から使える』『心おどる』の両シリーズは当面の間、不定期に休止期間があり、その間は前年までの『趣味どきっ!』のアンコール放送に充てられる。『趣味どきっ!』アンコール分の番組テキストの再販が行われる場合も『おとなの学びシリーズ』扱いを受ける。
なお、『3か月でマスターする』シリーズは、元々『趣味どきっ!』から分離・独立する形で2024年度からスタートしていたものであり、2025年度から『おとなの学びシリーズ』に編入された。